# ディリクレのディオファントス近似定理
ディリクレのディオファントス近似定理（ディリクレのディオファントスきんじていり）は、ディリクレが証明した実数の有理数による近似についての定理で、単にディリクレの定理と呼ばれることもある。
ディリクレのディオファントス近似定理は次のような定理である。
任意の実数 {\displaystyle \alpha } と {\displaystyle 1} より大きい任意の自然数 {\displaystyle N} に対し、分母が {\displaystyle N} 以下の自然数 {\displaystyle q} であるような {\displaystyle \alpha } の近似分数 {\displaystyle {\frac {p}{q}}} で、{\displaystyle \left|\alpha -{\frac {p}{q}}\right|<{\frac {1}{qN}}} を満たすものが存在する。
この定理の証明は鳩の巣原理による。
場合によっては、この定理から直ちに導かれる次の結果を指すこともある。
任意の無理数 {\displaystyle \beta } に対し、{\displaystyle 0<\left|\beta -{\frac {p}{q}}\right|<{\frac {1}{q^{2}}}} を満たす無限に多くの有理数 {\displaystyle {\frac {p}{q}}} が存在する。
この系は、トゥエ・ジーゲル・ロスの定理が、代数的数の有理数での近似の下界は 2 を超えて 2 + ε への改善はできないという意味で、最良であることを示している。